# Сколе (курорт)
49°2′1″ пн. ш. 23°30′42″ сх. д. / 49.03361° пн. ш. 23.51167° сх. д.
Сколе — невеликий гірськолижний комплекс у місті Сколе Львівської області.
Траса низького рівня складності для початківців на горі Житня — 800 м.
Спуски: 300 м, траса низького рівня складності.
Підіймачі: 1 бугельний.